# Ponte Umut
Il Ponte Umut (in turco Umut Köprüsü, in azero Ümid Körpüsü, tradotto Ponte della Speranza), storicamente noto come Ponte Boraltan, è lungo  ponte ad arco che attraversa il fiume Aras al confine tra Azerbaigian e Turchia. Il ponte è stato costruito tra il 1991 e il 1992 e ufficialmente aperto il 25 maggio 1992, insieme al posto di controllo doganale di Dilucu.
Il ponte è storicamente noto per un incidente nel 1945 tra l'Unione Sovietica e la Turchia, noto come il massacro del ponte Boraltan (in turco Boraltan Köprüsü faciası). L'incidente ha visto il ritorno di 195 soldati sovietici, condannati per aver combattuto per la Germania durante la seconda guerra mondiale. A causa delle crescenti tensioni tra l'URSS e la Turchia, i soldati condannati sono stati consegnati al fine di prevenire un'ulteriore escalation delle tensioni. Poco dopo che i soldati hanno attraversato il confine, sono stati sommariamente giustiziati con l'accusa di tradimento.
Il ponte segna la posizione di un potenziale nuovo quadruplice confine che coinvolge inoltre un attraversamento diretto Armenia-Iran che potrebbe essere introdotto come concessione a qualsiasi scambio territoriale del "corridoio di Meghri" come originariamente proposto dal cosiddetto "Piano Goble".
La Turchia ha anche dichiarato la sua intenzione di costruire un ponte ferroviario più o meno nella stessa posizione come parte del suo piano per costruire una ferrovia da Kars al Nakhchivan via Iğdır.